# Aspfjädermossa
Aspfjädermossa (Neckera pennata) är en mossa som växer på stammar av asp och andra lövträd såsom lönn och lind, ofta i skogar som domineras av gran. Arten förekommer sällsynt i södra och mellersta Sverige och kan ses som en signalart för örtrik lövskog med lång trädkontinuitet. På artens växplatser hittas ofta andra rödlistade arter såsom lunglav (Lobaria pulmonaria). Aspfjädermossa är rödlistad som sårbar (VU) enligt c-kriteriet i den svenska rödlistan. Det är Upplands landskapsmossa.